# 姚增起
姚增起（1963年—），中国大陆企业家，曾创办“正普电子”和“2688网站”。

## 生平
1978年，姚增起在15岁时被中国科技大学无线电系自动控制专业破格录取。在大学毕业之后，姚增起进入中科院自动化所从事研究工作，先后获得硕士和博士学位，成为中科院自动化所的第一批博士。
1993年，姚增起创办北京正普电子技术公司，从事软件开发和销售。
1999年，姚增起在《中国电子出版》杂志发表名为《电子出版物市场的“AB板块”》的文章，指出可以用低价策略与盗版竞争，扩大正版软件的消费群体，同时保障开发商的利益。同年创立正版家用软件发行公司2688交易平台，为正普电子子公司。
2004年，正普公司客户部主管离职并向公安和税务机关举报正普公司存在逃税行为，姚增起在北京市国税局稽查局财务科副科长梁敏进的牵线下与稽查局检查科科长梁丛林、主任科员凌伟私下见面并希望两人进行帮助，在调查结束正普公司补交120万元税款后，姚增起向梁丛林、凌伟、梁敏进支付600万人民币现金。2005年8月4日，姚增起向梁敏行贿价值10万余元的捷达轿车并登记在梁敏行妻名下。2005年9、10月，梁丛林到哈尔滨出差赌博输钱，向姚增起打电话索要1万元人民币赌资。
2008年11月，梁丛林、凌伟因黄光裕行贿案被捕，被捕后梁丛林、凌伟供出伙同梁敏进收取姚贿赂一事。2009年10月20日，姚增起被门头沟区检察院反贪污贿赂局拘捕。经司法机关查实，姚增起向税务人员行贿金额共611.75万元人民币，被判处有期徒刑3年，缓刑5年。

## 旗下企业

### 正普电子
1993年，姚增起创办北京正普电子技术公司，最初为企业开发应用软件的公司，曾卖过游戏手柄、股票卡等。随着家庭用软件的兴起，正普电子开始做起软件邮购业务，很快转型批发，并利用早期介入市场的优势在之后几年建立了全国性的软件销售渠道。在2001年，正普电子发行伪正版游戏光盘“芝麻开门”系列和“阿拉神灯”系列。在行贿案后，姚增起关闭正普科技。

### 2688网站
1999年，姚增起创立正版家用软件发行公司2688交易平台，为正普电子子公司。1999年5月，北京二六八八电子商务有限公司就已经向商标局申请了第35、58、39、41、42类“阿里巴巴alibaba”商标的注册。2001年，正普电子就因中文域名被阿里巴巴注册而起诉，最终法院将“阿里巴巴”中文域名判归阿里巴巴。2005年11月7日，国家工商行政管理总局商标评审委员会对此案作出裁定，正普对商标评审委员会和阿里巴巴的行政诉讼也以败诉告终。2007年，正普公司领取到商标局的“阿里巴巴”商标注册证。在2010年，阿里巴巴正式获得相应业务范围下的商标注册证。